# Reforma constitucional española de 1992
La reforma constitucional española de 1992 fue la primera reforma de la Constitución española de 1978. Fue motivada por la necesidad de adaptar la Constitución al Tratado de Maastricht, que el Gobierno presidido por Felipe González y una amplia mayoría parlamentaria querían ratificar. El mencionado tratado establecía el derecho de todo ciudadano de la Unión Europea a ser elector y elegible en las elecciones municipales del país en el que residiera, mientras que la ley fundamental española solo permitía la posibilidad de que los extranjeros tuvieran el derecho de sufragio activo.

## El tratado
La negociación del Tratado de Maastricht dentro de la Unión Europea incluyó la creación del concepto de «ciudadanía europea», que confería determinados derechos a los nacionales de los Estados miembros. Uno de ellos era el de sufragio activo y pasivo en elecciones municipales en el Estado de residencia del ciudadano europeo. El texto quedaba así en el artículo 8.B.1:

Todo ciudadano de la Unión europea que resida en un Estado miembro del que no sea nacional tendrá derecho a ser elector y elegible en las elecciones municipales del Estado miembro en el que resida, en las mismas condiciones que los nacionales de dicho Estado...

Este precepto entraba en colisión con el artículo 13.2 de la Constitución española, que decía:

Solamente los españoles serán titulares de los derechos reconocidos en el artículo 23, salvo lo que, atendiendo a criterios de reciprocidad, pueda establecerse por tratado o ley para el derecho de sufragio activo en las elecciones municipales.

Es decir, la Constitución permitía conceder a los extranjeros el derecho a votar en las elecciones municipales. De hecho, se habían firmado tratados bilaterales con Países Bajos, Dinamarca, Noruega y Suecia reconociendo recíprocamente el derecho al voto en las elecciones locales. Pero la Constitución no permitía a los extranjeros ser elegidos como concejales ni, indirectamente, como alcaldes.

## El Consejo de Estado
El Gobierno socialista era reacio a emprender una reforma constitucional. Ya con motivo del non paper del 7 de mayo de 1991 del Gobierno de Luxemburgo —que ostentaba la presidencia del Consejo de la Unión Europea— el ejecutivo de Felipe González planteó una cuestión al Consejo de Estado. El ejecutivo preguntaba si había o no contradicción entre el texto que figuraba en el documento luxemburgués y que posteriormente se convertiría en el artículo 8.B.1 del Tratado y el artículo 13.2 de la Constitución y, en caso afirmativo, si esa contradicción podía resolverse sin recurrir a una reforma de la Constitución.
El Consejo respondió afirmativamente a las dos preguntas en su dictamen de 20 de junio de 1991. La doctrina es unánime en que la contradicción entre los dos preceptos era evidente. Pero en lo que existían discrepancias era en la segunda cuestión. El Consejo interpretó que el Tratado podía ser autorizado con base en el artículo 93 de la Constitución, que establece lo siguiente:

Mediante la ley orgánica se podrá autorizar la celebración de tratados por los que se atribuya a una organización o institución internacional el ejercicio de competencias derivadas de la Constitución. Corresponde a las Cortes Generales o al Gobierno, según los casos, la garantía del cumplimiento de estos tratados y de las resoluciones emanadas de los organismos internacionales o supranacionales titulares de la cesión.

Con el texto definitivo del artículo 8.B.1 el Gobierno solicitó un segundo dictamen al Consejo y este se reafirmó en su respuesta el 9 de abril de 1992. No obstante, tuvo la prudencia de recomendar al ejecutivo que —de conformidad con lo establecido en el artículo 95 de la ley fundamental— solicitara al Tribunal Constitucional que declarase si existía contradicción entre el artículo 8.B.1 del Tratado y la Constitución.

## El Tribunal Constitucional

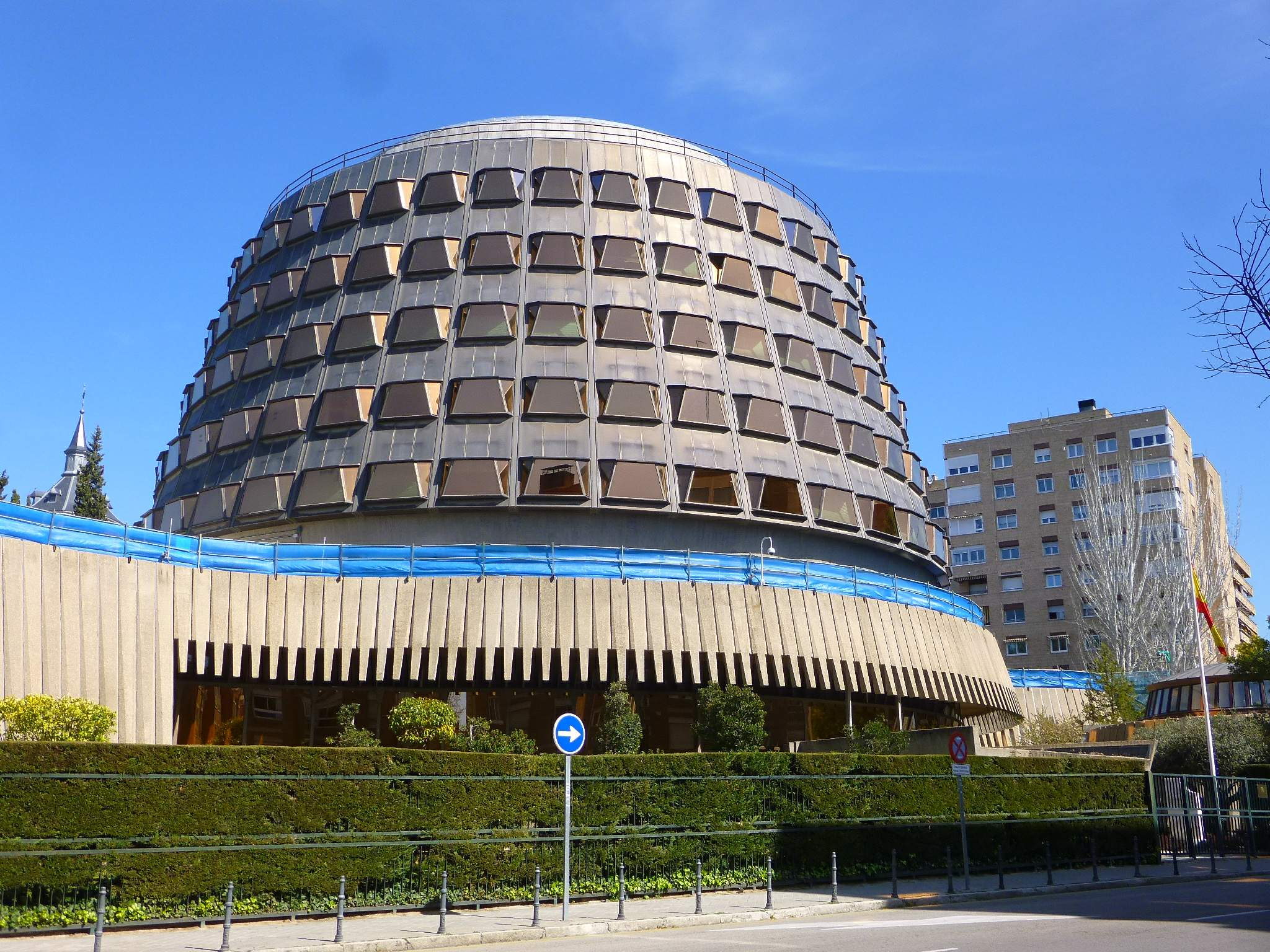
La decisión del Tribunal Constitucional fue determinante.

El Gobierno siguió la recomendación del Consejo de Estado y el 13 de mayo de 1992 presentó al Tribunal Constitucional el requerimiento previsto en el artículo 95.2 de la Constitución. En el requerimiento, se limitaba la cuestión a la posible incompatibilidad entre el artículo 8.B.1 del Tratado de Maastricht y el artículo 13.2 de la Constitución. El ejecutivo insistía en el argumento ofrecido por el Consejo de Estado, esto es, que la utilización del artículo 93 de la Constitución evitaría recurrir al procedimiento de reforma constitucional. Y añadía un segundo argumento que la doctrina jurídica considera mayoritariamente inconsistente: que, puesto que la Constitución no define quiénes son ciudadanos españoles, la ley podría establecer que, a efectos de las elecciones municipales, los ciudadanos de otros Estados de la Unión Europea fueran considerados ciudadanos españoles. Por último, ad cautelam, para el caso de que el Tribunal no compartiera su criterio y considerase necesario reformar la Constitución, preguntaba si la reforma debía ser realizada por el procedimiento ordinario del artículo 167 o por el procedimiento especial del artículo 168.
El Tribunal respondió el 1 de julio. En su decisión aclaró que, aunque no se trataba propiamente de una sentencia, era una resolución que producía efectos erga omnes, ya que no se trata de un órgano consultivo sino jurisdiccional, y no emite dictámenes. En segundo lugar, aunque el requerimiento se limitaba a consultar sobre el artículo 8.B.1 del Tratado —lo que le impedía pronunciarse sobre otras posibles incompatibilidades con la Constitución— afirmaba que examinaría su posible contradicción con la Constitución en su integridad, no limitándose al artículo 13.2. Respecto al segundo argumento esgrimido por el Gobierno, lo rechazó de plano, pues no sería posible equiparar mediante la ley a los ciudadanos de otros Estados de la Unión Europea con los ciudadanos españoles, pues eso supondría concederles un derecho fundamental que la Constitución les niega expresamente. No se puede acudir a una ficción legal para reformar la Constitución al margen del procedimiento establecido para ello.
En relación con el argumento expuesto por el Consejo de Estado —mucho más consistente— y que el Gobierno había hecho suyo, el Tribunal rechazó que el artículo 93 estableciera una vía de reforma constitucional especial. Consideró que lo que permite ese precepto es la transferencia de competencias, pero no disponer de la Constitución misma. El artículo 95.1 excluye expresamente del ordenamiento jurídico cualquier tratado que sea contrario a la Constitución, por lo que el conflicto entre el artículo 8.B.1 del Tratado y el artículo 13.2 de la Constitución solo podía ser resuelto mediante la reforma de la ley fundamental conforme al procedimiento en ella dispuesto. Por último, a pesar de considerar que no es un órgano consultivo, el Tribunal indicó que la reforma debía seguir el procedimiento ordinario contenido en el artículo 167.

## La reforma

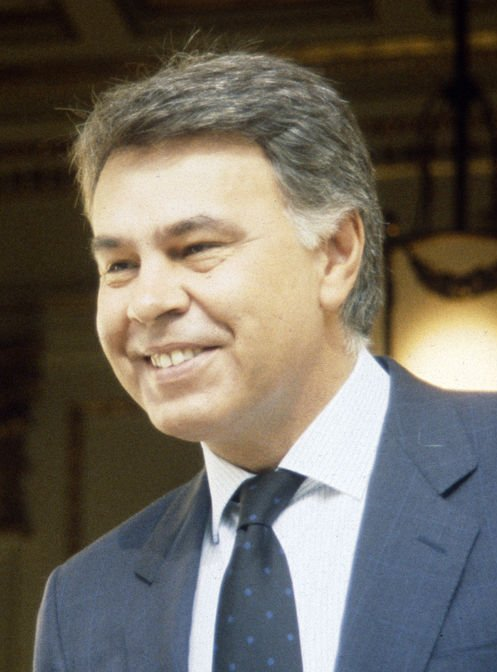
El presidente González buscó vías para evitar la reforma.

Tras la resolución del Tribunal Constitucional quedaba claro que, si se quería ratificar el Tratado de Maastricht, había que reformar previamente la Constitución. Inmediatamente, el Gobierno anunció su intención de presentar un proyecto de ley a las Cortes Generales. Sin embargo, el Partido Popular (PP), aunque estaba de acuerdo con el fondo de la reforma, objetó que lo más correcto era que la iniciativa fuera de las Cortes, al igual que estas habían elaborado en su día la Constitución. El Gobierno aceptó rápidamente la sugerencia. En consecuencia, se formó una comisión informal en la que estaban representados todos los partidos con representación parlamentaria. Esta elaboró con celeridad una proposición de reforma que —precedida por una breve exposición de motivos y seguida por una disposición final que imponía su inmediata entrada en vigor— se limitaba a añadir las palabras «y pasivo» al artículo 13.2. El texto iba más allá de las intenciones iniciales tanto del Gobierno como del PP, ya que reconocía la posibilidad de reconocer el derecho de sufragio pasivo no solo a los ciudadanos de la Unión Europea, sino también a los de otros países (siempre bajo el principio de reciprocidad).´
El 7 de julio de 1992 todos los grupos parlamentarios presentaron conjuntamente la proposición de reforma en el Congreso, solicitando su tramitación por el procedimiento de urgencia, que reducía los plazos a la mitad. La Mesa de la cámara acordó al día siguiente admitirla a trámite, someter su toma en consideración al Pleno y proponer la tramitación por el procedimiento de lectura única; esto es, sin paso previo por la correspondiente comisión. El día 13, el Pleno acordó tomar en consideración la proposición y tramitarla en lectura única. El mismo día, la Mesa acordó abrir un plazo de cinco días para la presentación de enmiendas. Lógicamente, dada la forma en que se había preparado la proposición, no se presentó ninguna. El día 22 se celebró la votación. La Constitución exigía que votasen a favor tres quintas partes de los diputados, es decir, doscientos diez. Se obtuvieron trescientos treinta y dos votos afirmativos y ninguno en contra. No hubo ninguna abstención.
El texto pasó al día siguiente al Senado, donde su Diputación Permanente ya había acordado habilitar los días de julio para la tramitación, así como la celebración de un Pleno extraordinario. No habiéndose presentado tampoco enmiendas, la Comisión de Constitución se reunió el día 28 y acordó aceptar el texto remitido por el Congreso. El día 30 se reunió el Pleno para debatir la proposición. Se requería también una mayoría de tres quintos, que suponía ciento cincuenta y tres votos. Se registraron doscientos treinta y seis votos a favor, uno en contra y una abstención. No obstante, parece que se cometieron errores porque cinco senadores hicieron constar que su voto había sido afirmativo y que el voto de la cámara había sido unánimemente afirmativo.
El artículo 167.3 de la Constitución establecía que, una vez aprobada la reforma constitucional por las Cortes, una décima parte de los miembros de cada una de las cámaras podía solicitar la celebración de un |referéndum para ratificarla en el plazo de quince días. El día 31 de julio, las presidencias de ambas cámaras declararon abierto el plazo, que concluiría el 19 de agosto. En este caso, dada la unanimidad existente, nadie solicitó la consulta popular. Por consiguiente, la reforma fue firme. El rey Juan Carlos la firmó y promulgó el 27 de agosto de 1992, y al día siguiente fue publicada en el Boletín Oficial del Estado.
La redacción del artículo 13.2 quedó de la siguiente manera:

Solamente los españoles serán titulares de los derechos reconocidos en el artículo 23, salvo lo que, atendiendo a criterios de reciprocidad, pueda establecerse por tratado o ley para el derecho de sufragio activo y pasivo en las elecciones municipales.

## Consecuencias
La principal consecuencia fue que, tras ser aprobada la reforma constitucional, las Cortes Generales aprobaron la Ley Orgánica 10/1992, de 23 de diciembre, que autorizaba la ratificación del Tratado de Maastricht, ratificación que se produjo al día siguiente. En consecuencia, en las elecciones municipales de 1995 los ciudadanos europeos pudieron votar y ser candidatos.
La decisión del Tribunal Constitucional dejó claro que el artículo 93 no puede ser una vía alternativa para reformar la Constitución. Ello hubiera supuesto sustituir las mayorías cualificadas exigidas en los artículos 167 y 168 por la mayoría absoluta exigida para la aprobación de una ley orgánica.
El proceso evidenció que la Constitución podía ser reformada. Y que podía serlo en un plazo breve, pues transcurrieron menos de dos meses entre la presentación de la proposición de reforma y la aprobación de esta. La dificultad estriba en obtener la mayoría cualificada exigida por la ley fundamental, no en el tiempo necesario para la tramitación; al menos en el caso de las reformas por el procedimiento ordinario previsto en el artículo 167.
Aunque el tabú de la reforma constitucional quedó anulado, los partidos mayoritarios insistieron en su resistencia a realizar nuevos cambios. De hecho, expresaron su deseo de que las futuras reformas se realizasen el mismo apoyo que había tenido esta, lo que hubiera supuesto sustituir la mayoría cualificada por la unanimidad. Solo algunas minorías regionales expresaron su esperanza de que la reforma fuera el preludio de otras futuras.